# 格奧爾基·馬西米連諾維奇
格奧爾基·馬西米連諾維奇（俄語：Георгий Максимилианович，1852年2月29日—1912年5月16日），洛伊希滕貝格公爵，俄羅斯沙皇尼古拉一世的外孫。

## 家庭
1879年，格奧爾基與歐登堡的特蕾莎結婚，兩人的獨子亞歷山大於1881年出生。
特蕾莎於1883年去世。1889年，格奧爾基與蒙特內哥羅的安娜斯塔西婭結婚，兩人共有1子1女：
1. 謝爾蓋（英语：Sergei Georgievich, 8th Duke of Leuchtenberg）（1890年—1974年）
2. 伊蓮娜（1892年—1971年）